# Nicole Sheridan
Ne doit pas être confondu avec Nicollette Sheridan.
Nicole Sheridan, née le 7 mai 1975 à Clarks Summit (Pennsylvanie, États-Unis) est une actrice américaine de films érotiques et de films pornographiques.

## Biographie
Nicole Sheridan est mariée à l'acteur américain Voodoo.

## Filmographie sélective
Films érotiques
- 1997 : Mission of Darkness (court métrage) : Venus (voix)
- 2000 : Dark Side : Jennifer
- 2000 : Night Calls: 411 (série télévisée)
- 2000 : The Naked Spy : l'agent
- 2001 : Unreal : Terry Willis
- 2001 : Jewel Raider : Dangerous Blonde
- 2001 : Magic Touch : Jane
- 2002 : Cupid's Arrow : Daphné
- 2002 : Diary of Seduction : Camile Taylor
- 2002 : Fast Forward : Svetlana
- 2002 : Roadblock : députée Morrison
- 2003 : Behind Bedroom Doors : Lilly Harris
- 2003 : Debbie Does Dallas: The Revenge : Ashley
- 2003 : Falling from Grace : Bekka
- 2003 : In Defense : officer Sheridan
- 2004 : Be with Me : la serveuse sexy
- 2004 : Confessions of an Adulteress : la secrétaire
- 2004 : Teenage Cavegirl : Cynthia
- 2005 : Bikini Chain Gang : matrone Togar
- 2005 : What's a Girl Gotta Do? : Danielle
- 2006 : Bikini Girls from the Lost Planet : Kim Read
- 2006 : Bikini Pirates : Jill
- 2006 : Genie in a String Bikini : le génie
- 2006 : Ghost in a Teeny Bikini : Tabitha, le fantôme
- 2006 : Gonzo Girlz (série télévisée) : Naughty Nicole
- 2006 : Sexual Cravings (téléfilm) : Camille
- 2007 : Bewitched Housewives (téléfilm) : Angélique
- 2007 : Gallery Blue : Nicole
- 2007 : Girl with the Sex-Ray Eyes (téléfilm) : Taffy
- 2007 : Operation: Desert Stormy : Agent M
- 2007 : Super Ninja Bikini Babes (téléfilm) : Tantella
- 2007 : The Girl from B.I.K.I.N.I. : Patty Mercury
- 2008 : Big Tits in Sports (série télévisée)
- 2008 : Bikini Royale (téléfilm) : Corrine
- 2008 : Can She Take It (série télévisée)
- 2008 : Carpool : Martha
- 2008 : Tarzeena: Jiggle in the Jungle (téléfilm) : Mandy
- 2008 : The Surrender of O : Mistress Nicole
- 2008 : Voodoo Dollz (téléfilm) : Sandra
- 2008 : Wedding Bell Blues : Mom
- 2009 : The Lifestyle : Swinger
- 2009 : Triple Bikini Trouble : Angélique
- 2011 : Girls Over the Edge: Bridesmaids
- 2013 : Tarzeena: Queen of Kong Island

Films pornographiques
- 2000 : Babes Illustrated 10
- 2000 : Stop! My Ass Is on Fire! 5
- 2001 : Pussyman's Fashion Dolls
- 2001 : Pussyman's Decadent Divas 12
- 2001 : Pussyman's Decadent Divas 15
- 2002 : Eruptions: Pink's My Favorite Color
- 2002 : Blowjob Fantasies 14
- 2002 : Dripping Wet Sex 1
- 2002 : When the Boyz Are Away the Girlz Will Play 7
- 2003 : Lusty Busty Dolls 8
- 2003 : Anal Trainer 5
- 2003 : Lesbian Big Boob Bangeroo 3
- 2003 : Tongue and Cheek 2
- 2004 : Guide to Masturbation
- 2004 : Hustler Centerfolds
- 2004 : Lipstick Erotica
- 2005 : Booby Delicious 3
- 2005 : Guide to Threesomes: Two Girls & a Guy
- 2006 : Ass Lovers 1
- 2006 : Taboo 22
- 2007 : Nicole Sheridan's Fetish Fantasies
- 2008 : Filthy MILFs
- 2009 : Lesbian Daydreams 2: Secret Fantasies
- 2011 : Wife Switch 12

## Récompenses

### Distinctions
- AVN Awards 2002 : Best Anal Sex Scene - Taboo 2001 avec Voodoo.
- AVN Awards 2007 : Best Group Sex Scene - Fashionistas Safado: The Challenge avec Belladonna, Mélissa Lauren, Jenna Haze, Gianna, Sandra Romain, Adrianna Nicole, Flower Tucci, Sasha Grey, Marie Luv, Caroline Pierce, Lea Baren, Jewell Marceau, Jean Val Jean, Christian XXX, Voodoo, Chris Charming, Erik Everhard, Mr. Pete, Rocco Siffredi.